# Erimyzon sucetta
Erimyzon sucetta är en fiskart som först beskrevs av Bernard Germain de Lacépède, 1803.  Erimyzon sucetta ingår i släktet Erimyzon och familjen Catostomidae. Inga underarter finns listade i Catalogue of Life.